# Дејан Савићевић
Дејан Савићевић (Титоград, 15. септембар 1966) је бивши југословенски фудбалер. Од 1986. до 1999. године је наступао за репрезентацију у 56 утакмица и постигао 19 голова. Добитник је златне значке Спорта за 1991. годину, а у избору за најбољег играча Европе године заузео је друго место.
Савићевић је у каријери играо у Будућности, Црвеној звезди, Милану и Рапиду. Два пута је освојио Лигу шампиона, први пут са Црвеном звездом 1991, а други пут са Миланом 1994.

## Играчка каријера

### Клупска
Савићевић је почео своју фудбалску каријеру са 15 година у млађим тимовима ОФК Титоград. Играо је за Будућност у Првој лиги, а за репрезентацију је дебитовао 1986. против Турске.

#### Црвена звезда
Након добрих игара у Будућности, најбољи југословенски тимови су тражили 21-годишњег Савићевића у лето 1988. Савићевић је одабрао Црвену звезду. Како се и ФК Партизан, у то време клуб у ком су велики утицај имали официри Југословенске народне армије, интересовао за њега, Савићевић се скривао до почетка прелазног рока, а уговор са Црвеном звездом је потписао првог дана прелазног рока. После тога је добио позив за одслужење редовног војног рока, па је пропустио целу сезону 1988/1989. У ЈНА је играо у спортској чети да би остао у форми. Ипак, државне власти су дозволиле да игра важне утакмице као што је сусрет против Милана у Купу европских шампиона. Савићевић је имао важан удео у ремију на Сан Сиру када је Драган Стојковић постигао важан гол у гостима за 1:1. У реваншу у Београду Савићевић је постигао гол, али је немачки судија Дитер Паули прекинуо утакмицу због магле која је прекрила цео град. Друга утакмица је играна сутрадан, резултат је опет био 1:1, па су извођени једанаестерци које су Италијани добили 4:2, након промашаја Савићевића и Митра Мркеле.
Савићевић је био део екипе која је освојила три узастопне шампионске титуле (1989/1990, 1990/1991 и 1991/1992), два национална купа 1990. и 1992. и Куп европских шампиона и Интерконтинентални куп 1991. Звезда је изгубила Суперкуп Европе од Манчестер јунајтеда 1:0 у Манчестеру, а реванш у Београду се није одиграо из политичких разлога. Након успеха Црвене звезде у Европи, Савићевић је поделио друго место са Дарком Панчевом у гласању за Европског фудбалера године.
Због санкција уведених СРЈ због рата у бившој Југославији, Црвена звезда је била приморана да своје утакмице игра ван Југославије.

#### Милан
Због санкција уведених СРЈ, Фудбалска репрезентација Југославије је враћена са Европског првенства 1992. у Шведској.
Савићевићеве добре игре су натерале Милан да га доведе пред почетак сезоне 1992/93, да би надокнадио рупу насталу након повреде Марка ван Бастена. Ипак, у својој првој сезони у Италији није био у првом плану тренера Фабија Капела и играо је само на 10 утакмица и постигао 4 гола. Следеће сезоне је постао стандардан првотимац, предводећи Милан до титуле у националном првенству и Лиги шампиона и добио је надимак „Геније“ од Силвија Берлусконија, власника миланског клуба. У финалу против Барселоне на Парку принчева, Савићевић је асистирао Масару за водећи гол Милана, а сам је лобовао голмана каталонског тима Андонија Зубизарету са око 30 метара за трећи гол Милана на тој утакмици. Упркос лошој форми Милана следеће сезоне, Савићевић је предводио клуб до финала Лиге шампиона у Атини против Ајакса, који је Ајакс добио 1:0. Капело га је изоставио у финалу због наводне повреде, иако је Савићевић инсистирао да је био спреман.
Следећих пар сезона Савићевић је пао у сенку Жоржа Вее, па је добијао све мање шанси за игру и вратио се у Црвену звезду. Са Миланом Савићевић је освојио 7 трофеја, укључујући три скудета (1992/93, 1993/94 и 1995/96), куп Италије, Лигу шампиона и Суперкуп Европе. Упркос надимку геније, италијански медији су га критиковали за непружање добрих игара против мањих клубова.

#### Повратак у Црвену звезду
После одласка из Милана на крају сезоне 1997/98. Савићевић није имао клуб, па се вратио у Црвену звезду јануара 1999. Одиграо је три утакмице за Црвену звезду, укључујући и вечити дерби са Партизаном, без постигнутог поготка, у првенству које је прекинуто због НАТО бомбардовања СРЈ. Звезда је првенство завршила на трећем месту, иза Партизана и Обилића, али је освојила куп, који је одигран након завршетка рата. Савићевић је каријеру тог лета наставио у бечком Рапиду.

#### Рапид
У Рапиду Савићевић је провео две сезоне. На 44 утакмице у две сезоне за овај клуб постигао је 18 голова. Каријеру је окончао када је 2002. изабран за члана селекторске комисије, након оставке дотадашњег селектора Југославије Милована Ђорића.

### Репрезентативна
За репрезентацију Југославије одиграо је 56 утакмица и постигао 19 голова. Дебитовао је 29. октобра 1986. против Турске (4:0) у Сплиту. Забележио је три меча на Светском првенству 1990. у Италији, када је СФР Југославија заузела пето место, а 1998. у Француској одиграо је две утакмице, када је СР Југославија била 10. на крају планетарног шампионата. Последњи меч за национални тим је одиграо у квалификацијама за Еуро 2000 у Загребу против Хрватске (2:2), а пре тога је имао шта да поручи пролазнику који га је вређао приликом изјаве за телевизију. Током каријере је имао проблема са повредама, а због тога је пропустио Европско првенство у Холандији и Белгији 2000. године.

## Селектор
У мају 2001. године, Дејан Савићевић је заједно са Вујадином Бошковим и Иваном Ћурковићем изабран у селекторску комисију репрезентације Југославије, која је наследила Милована Ђорића. Комисија није успела да надокнади наслеђени заостатак селекције Југославије на старту квалификација и да одведе Југославију на Светско првенство у Јапану и Јужној Кореји 2002. године, а Савићевић је као члан комисије на клупи „плавих“ остварио четири победе, два ремија и два пораза.
Савићевић је крајем 2001. године почео самостално да обавља дужност селектора. И поред солидног старта у квалификацијама за Европско првенство у Португалији 2004. године нерешеним резултатом против Италије у гостима и победом над Финском у Београду, плави су доживели неуспех највише због нерешеног резултата у мечу са Азербејџаном у Подгорици (2:2), а касније и пораза од исте селекције у Бакуу (2:1) у јуну 2003. То је била прва победа Азербејџана у званичним утакмицама у историји. Савићевић је одмах по завршетку меча поднео оставку, а за селектора је изабран Илија Петковић. Као селектор Савићевић је са репрезентацијом СЦГ, од фебруара 2002. до јуна 2003. остварио четири победе, забележио три нерешена резултата и доживео десет пораза. Биланс у квалификацијама за Европско првенство у Португалу, 2004. био је једна победа, два ремија, два пораза.

## Остало
Савићевић је био ожењен Валентином Брајовић (развели се 2000) са којом има двоје деце, сина Владимира и ћерку Тамару. Син Владимир је такође фудбалер и играо је у омладинској селекцији Црне Горе.
Дејан Савићевић је 2006. године отворено подржао независност Црне Горе, његов лик је коришћен у пропагандној кампањи Блока за независну Црну Гору.

## Трофеји
Црвена звезда
- Првенство Југославије (3) : 1989/90, 1990/91, 1991/92.
- Куп Југославије у фудбалу (1) : 1989/90.
- Куп европских шампиона (1) : 1990/91.
- Интерконтинентални куп (1) : 1991.

Милан
- Серија А (3) : 1992/93, 1993/94, 1995/96.
- Суперкуп Италије (3) : 1992, 1993, 1994.
- Лига шампиона (1) : 1993/94.
- УЕФА суперкуп (1): 1994.